# IS-6
L’IS-6 (en russe : Иосиф Сталин–6, Iossif Staline-6, pour « Joseph Staline-6 ») est un prototype de char lourd soviétique conçu au milieu des années 1940.